# Cỡ giày dép
Cỡ giày dép là một chỉ thị bằng số và chữ về độ khít của giày dép đối với bàn chân của mỗi người. Thông thường, nó chỉ bao gồm một số chỉ ra độ dài do nhiều nhà sản xuất giày dép chỉ cung cấp một độ dài tiêu chuẩn vì lý do các kinh tế. Có một vài hệ thống kích cỡ giày dép khác nhau được sử dụng trên phạm vi toàn thế giới. Các hệ thống này khác nhau ở chỗ chúng đo cái gì, đo như thế nào, đơn vị đo lường nào được sử dụng và cỡ 0 (hay cỡ 1) có được xác định hay không. Chỉ một vài hệ thống đưa vào trong tính toán bề rộng của bàn chân. Một vài khu vực sử dụng các hệ thống cỡ giày dép khác biệt cho các kiểu giày dép khác nhau (chẳng hạn giày dép nam, nữ, trẻ em, giày thể thao hay giày bảo hộ lao động v.v).

## Chuyển đổi kích cỡ giày dép

### Bàn chân với giày dép và phom giày
Độ dài của bàn chân nói chung được định nghĩa như là khoảng cách giữa hai đường thẳng song song mà chúng là vuông góc với hai cẳng chân và tiếp xúc với ngón nhô lên nhất và phần nhô lên nhất của gót chân. Độ dài bàn chân được đo với hai bàn chân trần khi đứng và trọng lượng cơ thể phân phối đều trên cả hai chân.
Kích cỡ của chân trái và chân phải thường là hơi khác biệt - trong trường hợp đó cả hai chân đều được đo và kích cỡ giày dép dựa trên chân to hơn.
Mỗi kích cỡ giày dép là phù hợp với một khoảng nhỏ của độ dài bàn chân. Khoang bên trong của giày dép thường là dài hơn bàn chân khoảng 15–20 mm (0,59-0,79 inch), nhưng mối quan hệ này dao động và biến thiên theo các kiểu giày dép khác nhau.
Có 3 độ dài đặc trưng mà một hệ thống kích cỡ giày dép có thể xem xét tới:
- Độ dài trung bình của bàn chân mà giày dép là phù hợp: Đối với các khách hàng, việc đo đạc này có ưu thế là có mối quan hệ trực tiếp với hai chân của họ. Nó áp dụng tương đương nhau cho bất kỳ kiểu, hình dáng hay vật liệu làm giày dép nào. Tuy nhiên, việc đo đạc này là ít phổ biến trong phạm vi của các nhà sản xuất do nó đòi hỏi họ phải thử nghiệm kỹ lưỡng đối với mỗi kiểu giày dép mới, mà trong đó một khoảng các kích cỡ chân được khuyến cáo. Nó tạo ra một gánh nặng đối với nhà sản xuất trong việc chắc chắn rằng giày dép sẽ khít với chân có một độ dài bàn chân cho trước.
- Độ dài khoang bên trong của giày: Việc đo đạc này có ưu thế ở chỗ nó có thể dễ dàng được đo trên sản phẩm đã hoàn thiện. Tuy nhiên, nó sẽ biến thiên theo các dung sai sản xuất và cung cấp cho khách hàng chỉ các thông tin tối thiểu về khoảng kích cỡ chân mà giày dép đó là phù hợp.
- Độ dài của phom giày: Độ dài của mô hình bàn chân mà giày dép được gò ráp theo nó. Phép đo này là dễ nhất cho nhà sản xuất trong việc sử dụng, do nó chỉ xác định độ dài công cụ được sử dụng trong sản xuất giày dép. Nó không đưa ra đảm bảo về các dung sai sản xuất hay kích cỡ bàn chân nào là phù hợp với giày. Nó để lại mọi trách nhiệm và rủi ro cho khách hàng trong việc lựa chọn đúng kích cỡ giày thích hợp cho mình. Ngoài ra, phom cũng có thể được đo theo các cách khác nhau, tạo ra các số đo khác nhau.[1]

Tất cả các phép đo trên khác nhau đáng kể cho cùng một đôi giày dép.

### Đơn vị độ dài
Các hệ thống định cỡ cũng khác biệt ở chỗ đơn vị đo lường nào được chúng sử dụng. Điều này tạo ra các gia tăng khác nhau giữa các kích cỡ giày dép do thông thường chỉ các cỡ "toàn phần" hay "bán phần" được sản xuất.
Các đơn vị độ dài sau đây được sử dụng phổ biến ngày nay trong xác định các hệ thống kích cỡ giày dép:
- Điểm Paris tương đương với ⅔ cm (6,6 mm hay ~0,26 inch). Thông thường chỉ các cỡ toàn phần được sản xuất, với gia số là ⅔ cm. Đơn vị đo này nói chung hay được sử dụng tại châu Âu lục địa.
- Barleycorn là một đơn vị Anh cổ, tương đương ⅓ inch (8,46 mm). Các cỡ bán phần thường được sản xuất, tạo ra gia số 1⁄6 inch (4,23 mm). Đơn vị này là cơ sở cho các hệ thống định cỡ giày dép kiểu Anh-Mỹ.
- Các số đo theo hệ mét, tính bằng xentimét (cm) hay milimét (mm) cũng được dùng. Gia số thường là 0,5 cm (5 mm hay ~0,20 inch), nghĩa là nằm trong khoảng các gia số về cỡ của các hệ thống Paris và Anh-Mỹ. Nó được sử dụng trong hệ thống Mondopoint quốc tế và trong hệ thống châu Á.

Do các đơn vị đo lường khác biệt nên chuyển đổi giữa các hệ thống định cỡ khác nhau tạo ra các sai số làm tròn cũng như các cỡ bất thường, chẳng hạn như "10⅔".

### Điểm 0
Các hệ thống khác nhau cũng đặt cỡ 0 (hay cỡ 1) tại các vị trí định vị khác nhau:
- Nếu cỡ 0 được đặt ở mức với độ dài bàn chân bằng 0, thì kích cỡ giày dép là tỷ lệ thuận với độ dài bàn chân trong đơn vị đo lường đã lựa chọn. Các kích cỡ giày dép trẻ em, nam, nữ cũng như kích cỡ của các kiểu giày khác nhau có thể được so sánh trực tiếp. Nó được sử dụng trong các hệ thống Mondopoint và châu Á.
- Nếu cỡ 0 là độ dài của khoang bên trong giày bằng 0 thì kích cỡ giày dép là tỷ lệ thuận với chiều dài khoang bên trong của giày. Nó được sử dụng trong các hệ thống lấy số đo từ giày dép. Trong khi các loại giày nam, nữ và trẻ em có thể được so sánh trực tiếp, nhưng điều này không nhất thiết phải đúng cho các kiểu giày khác nhau trong đó đòi hỏi phải có các lượng khác nhau cho "khoảng ngọ nguậy". Nó được sử dụng trong hệ thống định cỡ châu Âu lục địa.
- Ngoài ra, cỡ 0 (hay cỡ 1) có thể chỉ là giày dép với độ dài nhất định đã chọn, thông thường là độ dài ngắn nhất được cảm nhận trong thực tế cho thể loại giày dép đó. Nó có thể khác nhau đối với giày nam, nữ, trẻ em, thanh/ thiếu niên, làm cho việc so sánh các kích cỡ trở thành không thể. Chẳng hạn, giày nữ cỡ 8 thường có độ dài khác với giày nam cỡ 8.

### Định danh bề rộng và vòng đai
Một vài hệ thống còn bao gồm cả độ rộng hay vòng đai của chân. Có các phương pháp khác nhau để chỉ ra bề rộng hay vòng đai:
- Độ rộng đã đo được chỉ ra bằng milimét (mm). Điều này được thực hiện trong hệ thống Mondopoint.
- Vòng đai (hay độ rộng) đã đo được chỉ ra bằng chữ cái (hay tổ hợp các chữ cái), được chọn ra từ bảng (đánh chỉ mục theo độ dài và độ rộng) hay được gán trên cơ sở được chỉ định trước cho mục đích cụ thể đó (ad hoc): Các ví dụ bao gồm (mỗi ví dụ bắt đầu bằng độ rộng thấp hay hẹp nhất):

- A, B, C, D, E, EE, EEE, EEEE, F, G
- 4A, 3A, 2A, A, B, C, D, E, 2E, 3E, 4E, 5E, 6E
- N (hẹp), M (trung bình) hay R (thông thường), W (rộng)

Độ rộng bàn chân chính xác mà các cỡ này là phù hợp có thể dao động đáng kể giữa các nhà sản xuất. Các chỉ thị bề rộng A-E được một số nhà sản xuất giày dép Anh-Mỹ sử dụng, thông thường dựa trên độ rộng của bàn chân, với gia số cho mỗi cỡ là 12/38 inch (6 mm) hay 3/16 inch (5 mm).

## Các hệ thống định cỡ phổ biến

### Mondopoint

Tiêu chuẩn quốc tế là ISO 9407:1991, Shoe sizes — hệ thống Mondopoint trong định cỡ và đánh dấu, giới thiệu hệ thống định cỡ giày dép được biết đến như là Mondopoint.
Nó dựa trên độ dài và độ rộng trung bình của bàn chân mà giày dép là phù hợp, được đo bằng milimét. Giày cỡ 280/110 chỉ ra rằng độ dài trung bình của bàn chân là 280 mm (11 inch) và độ rộng trung bình của bàn chân là 110 mm (4,3 inch).
Do hệ thống Mondopoint cũng tính toán tới độ rộng bàn chân nên nó cho phép có sự khít chân tốt hơn so với phần lớn các hệ thống khác. Vì thế nó được NATO và một số tổ chức quân sự khác sử dụng.
Tiêu chuẩn châu Âu EN 13402, cũng được sử dụng cho quần áo, thay vì thế, đưa ra tiêu chí trong đó giày dép nên được dán nhãn với các khoảng độ dài bàn chân mà nó phù hợp, được đo bằng xentimét.

### Vương quốc Anh
Kích cỡ giày dép tại Vương quốc Anh (cỡ Anh) dựa trên độ dài của phom giày dép, được đo bằng barleycorn (khoảng 1/3 inch) bắt đầu từ cỡ nhỏ nhất trên thực tế, đó là cỡ 0. Nó vẫn chưa được tiêu chuẩn hóa chính thức.
Cỡ 0 giày dép trẻ em tương đương với 1 hand (4 inch, 12 barleycorn hay 10,16 cm), và các cỡ tăng dần tới 13½ (8½ inch hay 21,59 cm). Vì thế, tính toán cỡ giày trẻ em tại Vương quốc Anh là như sau:
{\displaystyle {\mbox{co giay dep tre em}}=3\times {\mbox{do dai phom bang inch}}-12}
Cỡ giày người lớn bắt đầu từ cỡ lớn hơn kế tiếp (8⅔ inch hay 22,01 cm) và mỗi cỡ kế tiếp lại tiếp tục một cấp số cộng với gia số tính bằng barleycorn. Vì thế, tính toán cỡ giày người lớn tại Vương quốc Anh là như sau:
{\displaystyle {\mbox{co giay dep nguoi lon}}=3\times {\mbox{do dai phom bang inch }}-25}

### Hoa Kỳ và Canada
Tại Bắc Mỹ, có các hệ thống khác nhau được sử dụng đồng thời. Các chỉ thị về cỡ thường là tương tự nhưng không tương đương một cách chính xác, đặc biệt là với giày thể thao ở các cỡ tận cùng.

#### Tập quán
Hệ thống truyền thống là tương tự như các cỡ Anh nhưng được tính bắt đầu từ 1 chứ không phải 0 và vì thế giày dép tương đương ở hai hệ thống đó lệch nhau một giá trị. Điều này tương tự như cách đếm số tầng trong một tòa nhà, được bắt đầu từ 1 chứ không phải bằng 0 (tầng ground) trong các khu vực này. 
Vì thế, tính toán cỡ giày nam tại Hoa Kỳ và Canada là như sau:
{\displaystyle {\mbox{co giay dep nam}}=3\times {\mbox{do dai phom bang inch}}-24}
Các cỡ giày dép nữ gần như luôn luôn được xác định với tỷ lệ "chung", trong đó các cỡ giày nữ tương đương với cỡ giày dép nam cộng 1,5 (chẳng hạn, giày dép nam cỡ là 10,5 có chiều dài tương đương giày dép nữ cỡ 12). Nói cách khác:
{\displaystyle {\mbox{co giay dep nu (chung)}}=3\times {\mbox{do dai phom bang inch}}-22,5}
Ở tỷ lệ ít phổ biến hơn, được biết đến như là tỷ lệ "tiêu chuẩn" hay "FIA" (viết tắt của Footwear Industries of America: Công nghiệp giày dép Mỹ), kích cỡ giày dép nữ bằng kích cỡ giày dép nam cộng 1 (vì thế giày dép nam cỡ 10,5 có chiều dài tương đương giày dép nữ cỡ 11,5).
{\displaystyle {\mbox{ co giay dep nu (FIA)}}=3\times {\mbox{do dai phom bang inch}}-23}
Cỡ giày dép trẻ em tương đương với kích cỡ giày dép nam cộng 12,33. Vì thế cỡ giày dép dành cho trẻ trai và trẻ gái là không khác biệt, mặc dù có khác biệt về cỡ giữa giày dép nữ và nam giới khi chúng dài tương đương nhau.
{\displaystyle {\mbox{co giay dep tre em}}=3\times {\mbox{do dai phom bang inch}}-11,67}

#### Thiết bị Brannock

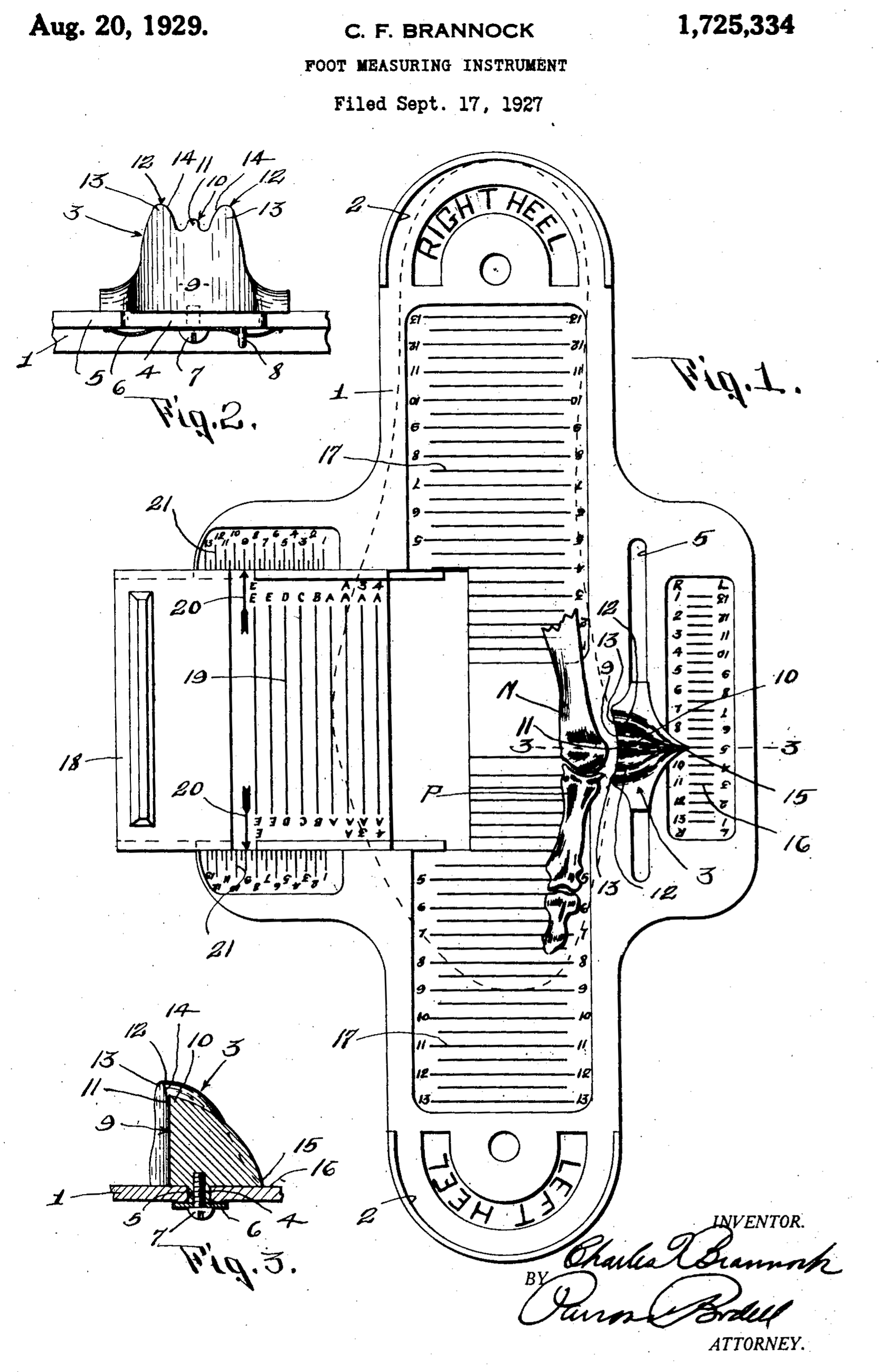
Hình vẽ thiết bị Brannock (từ bằng sáng chế Hoa Kỳ số 1 724 244)

Phương pháp định cỡ hơi khác biệt dựa trên thiết bị đo đạc do nhà buôn bán giày Charles Brannock tạo ra. Cỡ 1 giày dép nam tương đương với độ dài bàn chân 7 ⅔ inch. Cỡ tương ứng cho giày dép nữ tương tự như vậy thì cao hơn một cỡ.
{\displaystyle {\mbox{co giay dep nam (Brannock)}}=3\times {\mbox{do dai ban chan bang inch}}-22}
{\displaystyle {\mbox{co giay dep nu (Brannock)}}=3\times {\mbox{do dai ban chan bang inch}}-21}
Phương pháp cũng đo độ dài của khoảng cách từ gót tới điểm rộng nhất của bàn chân. Phục vụ cho mục đích này, thiết bị có một tỷ lệ khác, ngắn hơn nằm tại hông bàn chân. Nếu thang độ này chỉ ra một cỡ lớn hơn thì nó sẽ thay thế cho độ dài của bàn chân trong việc định cỡ.
Đối với cỡ giày dép trẻ em, một khoảng ngọ nguậy bổ sung được thêm vào vì trẻ phát triển nhanh.
Thiết bị cũng đo độ rộng của bàn chân và gán giá trị đo được với các ký hiệu AAA, AA, A, B, C, D, E, EE hay EEE. Các độ rộng này cách nhau lần lượt 3/16 inch và khác nhau theo độ dài của giày dép.

#### Giày thể thao
Một số nhà sản xuất giày thể thao, như Nike, Reebok hay Fila sử dụng gia số 5 mm thay vì một nửa của barleycorn (4,23 mm). Giống như trong các hệ thống định cỡ khác, giày nữ có cỡ cao hơn giày nam một cỡ khi có chiều dài tương đương.
{\displaystyle {\mbox{co giay dep nam (the thao)}}=1\times {\mbox{do dai ban chan bang milimet}}-18}
{\displaystyle {\mbox{co giay dep nam (the thao)}}=1\times {\mbox{do dai ban chan bang milimet}}-17}
Tồn tại cỡ khác biệt đối với giày dép trẻ em và thanh, thiếu niên, chẳng hạn Nike sử dụng hệ thống sau:
{\displaystyle {\mbox{co giay dep (tre em)}}=1\times {\mbox{do dai ban chan bang milimet}}-6}
{\displaystyle {\mbox{co giay dep (thanh thieu nien)}}=1\times {\mbox{do dai ban chan bang milimet}}-19}
Dường như là do các gia số khác biệt nên các cỡ chỉ có thể tương tự như cỡ US "thông thường" ở các cỡ giày dép trung bình. Đối với giày dép cỡ lớn hơn hay nhỏ hơn thì chênh lệch về cỡ là đáng kể.

### Australia
{\displaystyle {\mbox{co giay dep nam}}=3\times {\mbox{do dai phom bang xentimet}}-22,5}
{\displaystyle {\mbox{co giay dep nu}}=3\times {\mbox{do dai phom bang xentimet}}-20,5}

### châu Âu lục địa
Hệ thống châu Âu lục địa được sử dụng tại Pháp, Đức, Italia, Tây Ban Nha và phần lớn các quốc gia khác tại châu Âu lục địa.
Trong hệ thống này, cỡ giày dép là độ dài của phom giày dép, được thể hiện bằng các điểm Paris, cho cả hai giới và đối với người lớn cũng như trẻ em là tương tự. Do một điểm Paris bằng ⅔ cm và người ta thỏa thuận rằng độ dài của phom bằng độ dài bàn chân cộng thêm 2 cm, nên công thức sẽ là:
{\displaystyle \mathrm {co~giay~dep={\frac {3}{2}}\times \left({\frac {do~dai~ban~chan}{cm}}+2\right)} }
tương đương với:
{\displaystyle \mathrm {co~giay~dep={\frac {do~dai~phom~giay}{{\frac {2}{3}}~cm}}=1,5~{\frac {do~dai~phom~giay}{cm}}} }
Đối với giày dép mà độ dài phom giày dài hơn so với độ dài bàn chân là 5 cm thì:
{\displaystyle \mathrm {co~giay~dep={\frac {do~dai~ban~chan+5~cm}{{\frac {2}{3}}~cm}}=1,5~{\frac {do~dai~ban~chan}{cm}}+7,5} }

### châu Á
Hệ thống châu Á dựa trên các đo đạc theo hệ mét và được tiêu chuẩn hóa như JIS S 5037:1998 hay CNS 4800, S 1093. Độ dài bàn chân và vòng đai cùng được đưa vào trong tính toán.
Độ dài bàn chân được đo bằng xentimét; với gia số 5 mm được sử dụng.
Tiếptheo độ dài là các chỉ thị về vòng đai (A, B, C, D, E, EE, EEE, EEEE, F, G), được lấy trực tiếp từ bảng chỉ mục theo vòng đai và độ dài. Có các bảng khác biệt cho giày dép nam, nữ và trẻ em (dưới 12 tuổi). Bảng cũng bao gồm cả độ rộng bàn chân như là chỉ thị bổ sung. Không phải mọi định danh đều được áp dụng cho các giới cũng như tại mọi quốc gia. Chẳng hạn, vòng đai lớn nhất cho nữ giới tại Trung Quốc là EEEE, trong khi đó tại Nhật Bản là F.
Tại Nhật Bản, một nhà sản xuất giày dép còn bổ sung chỉ thị về độ rộng bàn chân: N (hẹp), M (trung bình) và W (rộng).

## So sánh cỡ giày dép
Lưu ý rằng các bảng dưới đây chỉ ra cỡ giày dép lý thuyết được tính từ các tiêu chuẩn và thông tin đề cập trên đây. Các khác biệt giữa các bảng này với các bảng của nhà sản xuất hay các bảng khác được tìm thấy trên web thường là do các yếu tố sau:
- Các hệ thống không được tiêu chuẩn hóa toàn phần hay một phần. Các khác biệt giữa giày từ các nhà sản xuất khác nhau là do các phương pháp khác nhau trong đo đạc giày dép, các quy trình sản xuất khác nhau hay các hạn định cho phép khác nhau[1] đôi khi có liên quan tới các quốc gia khác nhau. Cỡ "Đức" có thể khác biệt với cỡ "Pháp", mặc dù cả hai quốc gia này đều sử dụng hệ thống châu Âu lục địa.
- Các độ rộng khác biệt có thể tạo ra kết quả khác cho chân rộng, một đôi giày đa cỡ to hơn (và thực tế là quá dài) có thể là cần thiết. Điều này cũng tạo ra trong các chỉ thị cỡ khác biệt, đặc biệt nếu các độ rộng điển hình khác nhau được đưa vào các hệ thống định cỡ khác nhau hay tại các quốc gia khác nhau.
- Một số bảng còn đưa cả độ chóng lớn của trẻ em vào tính toán. Khi đó cỡ giày dép là lớn hơn những gì có thể là tương ứng với độ dài thực tế của bàn chân.[5]
- Một chỉ thị bằng xentimét hay inch có thể nghĩa là độ dài của bàn chân của độ dài của khoang bên trong giày dép. Mối quan hệ này không là hằng số mà dao động do các lượng khác nhau của khoảng ngọ nguậy cần thiết cho các cỡ giày khác nhau.
- Có một vài hệ thống Hoa Kỳ (US) khác nhau một cách đáng kể đối với các cỡ lớn hơn hay nhỏ hơn rất nhiều so với các cỡ trung bình.

Ngoài ra, một số bảng có sẵn trên web đơn giản là có sai sót. Chẳng hạn, khoảng ngọ nguậy hay điểm 0 khác nhau không được đưa vào trong tính toán hay các bảng này dựa trên các hệ thống Hoa Kỳ khác nhau (truyền thống hay thể thao) và được tổ hợp lại một cách đơn giản cho dù chúng không tương thích với nhau.

### Trẻ em
Ví dụ: Bàn chân trẻ có độ dài 185 mm (7,3 inch) cần có giày với độ dài lớn hơn khoảng 15 mm (0,59 inch). Độ dài bên trong 200 mm là giày cỡ châu Âu 30 hay cỡ UK 11,5.
| mm (chân)    | 80   | 80   | 80   | 85   | 85  | 85  | 85  | 85   | 90   | 90   | 90  | 90  | 90  | 95  | 95   | 95   | 95   | 95  | 100 | 100 | 100  | 100  | 100  | 105  | 105  | 105  | 105  | 105  | 110  | 110  | 110 | 110 | 110 | 115  | 115  | 115  | 115  | 115  | 120 | 120 | 120  | 120  | 120  | 125  | 125  | 125  | 125  | 125  | 130  | 130  | 130 | 130 | 130 | 135  | 135  | 135  | 135  | 135  | 140 | 140 | 140  | 140  | 140  | 145  | 145  | 145  | 145  | 145  | 150  | 150  | 150 | 150 | 150 | 155  | 155  | 155  | 155  | 155  | 160 | 160 | 160  | 160  | 160  | 165  | 165  | 165  | 165  | 165  | 170  | 170  | 170 | 170  | 170  | 175  | 175  | 175  | 175  | 175  | 180 | 180 | 180  | 180  | 180  | 185  | 185  | 185  | 185  | 185  | 190  | 190  | 190  | 190  | 190  | 195  | 195  | 195  | 195  | 195  | 200  | 200  | 200  |
| inch (chân)  | 3    | 3    | 3    | 3,5  | 3,5 | 3,5 | 3,5 | 3,5  | 3,5  | 3,5  | 3,5 | 3,5 | 3,5 | 3,5 | 3,5  | 3,5  | 4    | 4   | 4   | 4   | 4    | 4    | 4    | 4    | 4    | 4    | 4    | 4    | 4,5  | 4,5  | 4,5 | 4,5 | 4,5 | 4,5  | 4,5  | 4,5  | 4,5  | 4,5  | 4,5 | 4,5 | 4,5  | 5    | 5    | 5    | 5    | 5    | 5    | 5    | 5    | 5    | 5   | 5   | 5   | 5    | 5,5  | 5,5  | 5,5  | 5,5  | 5,5 | 5,5 | 5,5  | 5,5  | 5,5  | 5,5  | 5,5  | 5,5  | 5,5  | 6    | 6    | 6    | 6   | 6   | 6   | 6    | 6    | 6    | 6    | 6    | 6   | 6,5 | 6,5  | 6,5  | 6,5  | 6,5  | 6,5  | 6,5  | 6,5  | 6,5  | 6,5  | 6,5  | 6,5 | 6,5  | 7    | 7    | 7    | 7    | 7    | 7    | 7   | 7   | 7    | 7    | 7    | 7    | 7    | 7,5  | 7,5  | 7,5  | 7,5  | 7,5  | 7,5  | 7,5  | 7,5  | 7,5  | 7,5  | 7,5  | 7,5  | 8    | 8    | 8    | 8    |
| châu Âu (EU) | 14,5 | 14,5 | 14,5 | 14,5 | 15  | 15  | 15  | 15,5 | 15,5 | 15,5 | 16  | 16  | 16  | 16  | 16,5 | 16,5 | 16,5 | 17  | 17  | 17  | 17,5 | 17,5 | 17,5 | 17,5 | 18   | 18   | 18   | 18,5 | 18,5 | 18,5 | 19  | 19  | 19  | 19   | 19,5 | 19,5 | 19,5 | 20   | 20  | 20  | 20,5 | 20,5 | 20,5 | 20,5 | 21   | 21   | 21   | 21,5 | 21,5 | 21,5 | 22  | 22  | 22  | 22   | 22,5 | 22,5 | 22,5 | 23   | 23  | 23  | 23,5 | 23,5 | 23,5 | 23,5 | 24   | 24   | 24   | 24,5 | 24,5 | 24,5 | 25  | 25  | 25  | 25   | 25,5 | 25,5 | 25,5 | 26   | 26  | 26  | 26,5 | 26,5 | 26,5 | 26,5 | 27   | 27   | 27   | 27,5 | 27,5 | 27,5 | 28  | 28   | 28   | 28   | 28,5 | 28,5 | 28,5 | 29   | 29  | 29  | 29,5 | 29,5 | 29,5 | 29,5 | 30   | 30   | 30   | 30,5 | 30,5 | 30,5 | 31   | 31   | 31   | 31   | 31,5 | 31,5 | 31,5 | 32   | 32   | 32   | 32,5 |
| Anh (UK)     |      | 0    | 0    | 0    | 0   | 0   | 0   | 0    | 0    | 0,5  | 0,5 | 0,5 | 0,5 | 1   | 1    | 1    | 1    | 1   | 1,5 | 1,5 | 1,5  | 1,5  | 2    | 2    | 2    | 2    | 2,5  | 2,5  | 2,5  | 2,5  | 3   | 3   | 3   | 3    | 3    | 3,5  | 3,5  | 3,5  | 3,5 | 4   | 4    | 4    | 4    | 4,5  | 4,5  | 4,5  | 4,5  | 5    | 5    | 5    | 5   | 5   | 5,5 | 5,5  | 5,5  | 5,5  | 6    | 6    | 6   | 6   | 6,5  | 6,5  | 6,5  | 6,5  | 7    | 7    | 7    | 7    | 7,5  | 7,5  | 7,5 | 7,5 | 7,5 | 8    | 8    | 8    | 8    | 8,5  | 8,5 | 8,5 | 8,5  | 9    | 9    | 9    | 9    | 9,5  | 9,5  | 9,5  | 9,5  | 9,5  | 10  | 10   | 10   | 10   | 10,5 | 10,5 | 10,5 | 10,5 | 11  | 11  | 11   | 11   | 11,5 | 11,5 | 11,5 | 11,5 | 11,5 | 12   | 12   | 12   | 12   | 12,5 | 12,5 | 12,5 | 12,5 | 13   | 13   | 13   | 13   | 13,5 | 13,5 |
| Mỹ (US)      | 0    | 0    | 0    | 0    | 0   | 0   | 0,5 | 0,5  | 0,5  | 0,5  | 0,5 | 1   | 1   | 1   | 1    | 1,5  | 1,5  | 1,5 | 1,5 | 2   | 2    | 2    | 2    | 2,5  | 2,5  | 2,5  | 2,5  | 2,5  | 3    | 3    | 3   | 3   | 3,5 | 3,5  | 3,5  | 3,5  | 4    | 4    | 4   | 4   | 4,5  | 4,5  | 4,5  | 4,5  | 5    | 5    | 5    | 5    | 5    | 5,5  | 5,5 | 5,5 | 5,5 | 6    | 6    | 6    | 6    | 6,5  | 6,5 | 6,5 | 6,5  | 7    | 7    | 7    | 7    | 7    | 7,5  | 7,5  | 7,5  | 7,5  | 8   | 8   | 8   | 8    | 8,5  | 8,5  | 8,5  | 8,5  | 9   | 9   | 9    | 9    | 9    | 9,5  | 9,5  | 9,5  | 9,5  | 10   | 10   | 10   | 10  | 10,5 | 10,5 | 10,5 | 10,5 | 11   | 11   | 11   | 11  | 11  | 11,5 | 11,5 | 11,5 | 11,5 | 12   | 12   | 12   | 12   | 12,5 | 12,5 | 12,5 | 12,5 | 13   | 13   | 13   | 13   | 13,5 | 13,5 | 13,5 | 13,5 | 13,5 |
| châu Á       | 8    | 8    | 8    | 8,5  | 8,5 | 8,5 | 8,5 | 8,5  | 9    | 9    | 9   | 9   | 9   | 9,5 | 9,5  | 9,5  | 9,5  | 9,5 | 10  | 10  | 10   | 10   | 10   | 10,5 | 10,5 | 10,5 | 10,5 | 10,5 | 11   | 11   | 11  | 11  | 11  | 11,5 | 11,5 | 11,5 | 11,5 | 11,5 | 12  | 12  | 12   | 12   | 12   | 12,5 | 12,5 | 12,5 | 12,5 | 12,5 | 13   | 13   | 13  | 13  | 13  | 13,5 | 13,5 | 13,5 | 13,5 | 13,5 | 14  | 14  | 14   | 14   | 14   | 14,5 | 14,5 | 14,5 | 14,5 | 14,5 | 15   | 15   | 15  | 15  | 15  | 15,5 | 15,5 | 15,5 | 15,5 | 15,5 | 16  | 16  | 16   | 16   | 16   | 16,5 | 16,5 | 16,5 | 16,5 | 16,5 | 17   | 17   | 17  | 17   | 17   | 17,5 | 17,5 | 17,5 | 17,5 | 17,5 | 18  | 18  | 18   | 18   | 18   | 18,5 | 18,5 | 18,5 | 18,5 | 18,5 | 19   | 19   | 19   | 19   | 19   | 19,5 | 19,5 | 19,5 | 19,5 | 19,5 | 20   | 20   | 20   |
| ------------ | ---- | ---- | ---- | ---- | --- | --- | --- | ---- | ---- | ---- | --- | --- | --- | --- | ---- | ---- | ---- | --- | --- | --- | ---- | ---- | ---- | ---- | ---- | ---- | ---- | ---- | ---- | ---- | --- | --- | --- | ---- | ---- | ---- | ---- | ---- | --- | --- | ---- | ---- | ---- | ---- | ---- | ---- | ---- | ---- | ---- | ---- | --- | --- | --- | ---- | ---- | ---- | ---- | ---- | --- | --- | ---- | ---- | ---- | ---- | ---- | ---- | ---- | ---- | ---- | ---- | --- | --- | --- | ---- | ---- | ---- | ---- | ---- | --- | --- | ---- | ---- | ---- | ---- | ---- | ---- | ---- | ---- | ---- | ---- | --- | ---- | ---- | ---- | ---- | ---- | ---- | ---- | --- | --- | ---- | ---- | ---- | ---- | ---- | ---- | ---- | ---- | ---- | ---- | ---- | ---- | ---- | ---- | ---- | ---- | ---- | ---- | ---- | ---- | ---- |

### Người lớn
| mm (chân)     | 220 | 220 | 220 | 225  | 225  | 225  | 225  | 225  | 225  | 230 | 230 | 230  | 230  | 230  | 230  | 235  | 235  | 235  | 235  | 235  | 235  | 240  | 240  | 240 | 240 | 240 | 240 | 245  | 245  | 245  | 245  | 245  | 245  | 250 | 250 | 250  | 250  | 250  | 250  | 255  | 255  | 255  | 255  | 255  | 255  | 260  | 260  | 260 | 260 | 260 | 260 | 265  | 265  | 265  | 265  | 265  | 265  | 270  | 270  | 270  | 270  | 270  | 270  | 275  | 275  | 275  | 275  | 275  | 275  | 280  | 280  | 280  | 280  | 280  | 280  | 285  | 285  | 285  | 285  | 285  | 285  | 290  | 290  | 290  | 290  | 290  | 290  | 295  | 295  | 295  | 295  | 295  | 295  | 300  | 300  | 300  | 300  | 300  | 300  | 305  | 305  | 305  | 305  | 305  | 305  | 310  | 310  | 310  | 310  | 310  | 310  | 315  | 315  | 315  | 315  | 315  | 315  | 320  | 320  | 320  | 320  | 320  | 320  | 325  | 325  | 325  | 325  | 325  | 325  | 330  | 330  | 330  | 330  | 330  | 330  | 335  | 335  | 335  | 335  | 335  | 335  | 340  | 340  | 340  | 340  | 340  | 340  | 345  | 345  | 345  | 345  | 345  | 345  | 350  | 350  | 350  | 350  | 350 | 350 |
| inch (chân)   | 8,5 | 8,5 | 8,5 | 8,5  | 8,5  | 8,5  | 8,5  | 9    | 9    | 9   | 9   | 9    | 9    | 9    | 9    | 9    | 9    | 9    | 9    | 9    | 9    | 9    | 9,5  | 9,5 | 9,5 | 9,5 | 9,5 | 9,5  | 9,5  | 9,5  | 9,5  | 9,5  | 9,5  | 9,5 | 9,5 | 9,5  | 9,5  | 10   | 10   | 10   | 10   | 10   | 10   | 10   | 10   | 10   | 10   | 10  | 10  | 10  | 10  | 10   | 10,5 | 10,5 | 10,5 | 10,5 | 10,5 | 10,5 | 10,5 | 10,5 | 10,5 | 10,5 | 10,5 | 10,5 | 10,5 | 10,5 | 10,5 | 11   | 11   | 11   | 11   | 11   | 11   | 11   | 11   | 11   | 11   | 11   | 11   | 11   | 11   | 11   | 11,5 | 11,5 | 11,5 | 11,5 | 11,5 | 11,5 | 11,5 | 11,5 | 11,5 | 11,5 | 11,5 | 11,5 | 11,5 | 11,5 | 11,5 | 12   | 12   | 12   | 12   | 12   | 12   | 12   | 12   | 12   | 12   | 12   | 12   | 12   | 12   | 12   | 12,5 | 12,5 | 12,5 | 12,5 | 12,5 | 12,5 | 12,5 | 12,5 | 12,5 | 12,5 | 12,5 | 12,5 | 12,5 | 12,5 | 12,5 | 13   | 13   | 13   | 13   | 13   | 13   | 13   | 13   | 13   | 13   | 13   | 13   | 13   | 13   | 13   | 13,5 | 13,5 | 13,5 | 13,5 | 13,5 | 13,5 | 13,5 | 13,5 | 13,5 | 13,5 | 13,5 | 13,5 | 13,5 | 13,5 | 13,5 |     |     |
| châu Âu (EU)  | 36  | 36  | 36  | 36,5 | 36,5 | 36,5 | 36,5 | 37   | 37   | 37  | 37  | 37,5 | 37,5 | 37,5 | 37,5 | 38   | 38   | 38   | 38   | 38,5 | 38,5 | 38,5 | 38,5 | 39  | 39  | 39  | 39  | 39,5 | 39,5 | 39,5 | 39,5 | 40   | 40   | 40  | 40  | 40,5 | 40,5 | 40,5 | 40,5 | 41   | 41   | 41   | 41   | 41,5 | 41,5 | 41,5 | 41,5 | 42  | 42  | 42  | 42  | 42,5 | 42,5 | 42,5 | 42,5 | 43   | 43   | 43   | 43   | 43,5 | 43,5 | 43,5 | 43,5 | 44   | 44   | 44   | 44   | 44,5 | 44,5 | 44,5 | 44,5 | 45   | 45   | 45   | 45   | 45,5 | 45,5 | 45,5 | 45,5 | 46   | 46   | 46   | 46   | 46,5 | 46,5 | 46,5 | 46,5 | 47   | 47   | 47   | 47   | 47,5 | 47,5 | 47,5 | 47,5 | 48   | 48   | 48   | 48   | 48,5 | 48,5 | 48,5 | 48,5 | 49   | 49   | 49   | 49   | 49,5 | 49,5 | 49,5 | 49,5 | 50   | 50   | 50   | 50   | 50,5 | 50,5 | 50,5 | 50,5 | 51   | 51   | 51   | 51   | 51,5 | 51,5 | 51,5 | 51,5 | 52   | 52   | 52   | 52   | 52,5 | 52,5 | 52,5 | 52,5 | 53   | 53   | 53   | 53   | 53,5 | 53,5 | 53,5 | 53,5 | 54   | 54   | 54   | 54   | 54,5 | 54,5 | 54,5 | 54,5 | 55   | 55   | 55   | 55   | 55,5 |      |     |     |
| Anh (UK)      | 4   | 4   | 4   | 4    | 4    | 4    | 4    | 4,5  | 4,5  | 4,5 | 4,5 | 4,5  | 4,5  | 4,5  | 5    | 5    | 5    | 5    | 5    | 5    | 5    | 5    | 6    | 6   | 6   | 6   | 6   | 6    | 6    | 6,5  | 6,5  | 6,5  | 6,5  | 6,5 | 6,5 | 6,5  | 6,5  | 7    | 7    | 7    | 7    | 7    | 7    | 7    | 7,5  | 7,5  | 7,5  | 7,5 | 7,5 | 7,5 | 7,5 | 7,5  | 8    | 8    | 8    | 8    | 8    | 8    | 8    | 9,5  | 9,5  | 9,5  | 9,5  | 9,5  | 9,5  | 9,5  | 9,5  | 10,5 | 10,5 | 10,5 | 10,5 | 10,5 | 10,5 | 10,5 | 11   | 11   | 11   | 11   | 11   | 11   | 11   | 11   | 12   | 12   | 12   | 12   | 12   | 12   | 12   | 12,5 | 12,5 | 12,5 | 12,5 | 12,5 | 12,5 | 12,5 | 12,5 | 13   | 13   | 13   | 13   | 13   | 13   | 13   | 13,5 | 13,5 | 13,5 | 13,5 | 13,5 | 13,5 | 13,5 | 13,5 | 14,5 | 14,5 | 14,5 | 14,5 | 14,5 | 14,5 | 14,5 | 15,5 | 15,5 | 15,5 | 15,5 | 15,5 | 15,5 | 15,5 | 15,5 | 16   | 16   | 16   | 16   | 16   | 16   | 16   | 16,5 | 16,5 | 16,5 | 16,5 | 16,5 | 16,5 | 16,5 | 16,5 | 17   | 17   | 17   | 17   | 17   | 17   | 17   | 17,5 | 17,5 | 17,5 | 17,5 | 17,5 | 17,5 | 17,5 | 17,5 |     |     |
| Mỹ-nữ (US-w)  | 6,5 | 6,5 | 6,5 | 6,5  | 6,5  | 6,5  | 6,5  | 7    | 7    | 7   | 7   | 7    | 7    | 7    | 7,5  | 7,5  | 7,5  | 7,5  | 7,5  | 7,5  | 7,5  | 7,5  | 8,5  | 8,5 | 8,5 | 8,5 | 8,5 | 8,5  | 8,5  | 9    | 9    | 9    | 9    | 9   | 9   | 9    | 9    | 9,5  | 9,5  | 9,5  | 9,5  | 9,5  | 9,5  | 9,5  | 10   | 10   | 10   | 10  | 10  | 10  | 10  | 10   | 10,5 | 10,5 | 10,5 | 10,5 | 10,5 | 10,5 | 10,5 | 12   | 12   | 12   | 12   | 12   | 12   | 12   | 12   | 13   | 13   | 13   | 13   | 13   | 13   | 13   | 13,5 | 13,5 | 13,5 | 13,5 | 13,5 | 13,5 | 13,5 | 13,5 | 14,5 | 14,5 | 14,5 | 14,5 | 14,5 | 14,5 | 14,5 | 15   | 15   | 15   | 15   | 15   | 15   | 15   | 15   | 15,5 | 15,5 | 15,5 | 15,5 | 15,5 | 15,5 | 15,5 | 16   | 16   | 16   | 16   | 16   | 16   | 16   | 16   | 17   | 17   | 17   | 17   | 17   | 17   | 17   | 18   | 18   | 18   | 18   | 18   | 18   | 18   | 18   | 18,5 | 18,5 | 18,5 | 18,5 | 18,5 | 18,5 | 18,5 | 19   | 19   | 19   | 19   | 19   | 19   | 19   | 19   | 19,5 | 19,5 | 19,5 | 19,5 | 19,5 | 19,5 | 19,5 | 20   | 20   | 20   | 20   | 20   | 20   | 20   | 20   |     |     |
| Mỹ-nam (US-m) | 5   | 5   | 5   | 5    | 5    | 5    | 5    | 5,5  | 5,5  | 5,5 | 5,5 | 5,5  | 5,5  | 5,5  | 6    | 6    | 6    | 6    | 6    | 6    | 6    | 6    | 7    | 7   | 7   | 7   | 7   | 7    | 7    | 7,5  | 7,5  | 7,5  | 7,5  | 7,5 | 7,5 | 7,5  | 7,5  | 8    | 8    | 8    | 8    | 8    | 8    | 8    | 8,5  | 8,5  | 8,5  | 8,5 | 8,5 | 8,5 | 8,5 | 8,5  | 9    | 9    | 9    | 9    | 9    | 9    | 9    | 10,5 | 10,5 | 10,5 | 10,5 | 10,5 | 10,5 | 10,5 | 10,5 | 11,5 | 11,5 | 11,5 | 11,5 | 11,5 | 11,5 | 11,5 | 12   | 12   | 12   | 12   | 12   | 12   | 12   | 12   | 13   | 13   | 13   | 13   | 13   | 13   | 13   | 13,5 | 13,5 | 13,5 | 13,5 | 13,5 | 13,5 | 13,5 | 13,5 | 14   | 14   | 14   | 14   | 14   | 14   | 14   | 14,5 | 14,5 | 14,5 | 14,5 | 14,5 | 14,5 | 14,5 | 14,5 | 15,5 | 15,5 | 15,5 | 15,5 | 15,5 | 15,5 | 15,5 | 16,5 | 16,5 | 16,5 | 16,5 | 16,5 | 16,5 | 16,5 | 16,5 | 17   | 17   | 17   | 17   | 17   | 17   | 17   | 17,5 | 17,5 | 17,5 | 17,5 | 17,5 | 17,5 | 17,5 | 17,5 | 18   | 18   | 18   | 18   | 18   | 18   | 18   | 18,5 | 18,5 | 18,5 | 18,5 | 18,5 | 18,5 | 18,5 | 18,5 |     |     |
| châu Á        | 22  | 22  | 22  | 22,5 | 22,5 | 22,5 | 22,5 | 22,5 | 22,5 | 23  | 23  | 23   | 23   | 23   | 23   | 23,5 | 23,5 | 23,5 | 23,5 | 23,5 | 23,5 | 24   | 24   | 24  | 24  | 24  | 24  | 24,5 | 24,5 | 24,5 | 24,5 | 24,5 | 24,5 | 25  | 25  | 25   | 25   | 25   | 25   | 25,5 | 25,5 | 25,5 | 25,5 | 25,5 | 25,5 | 26   | 26   | 26  | 26  | 26  | 26  | 26,5 | 26,5 | 26,5 | 26,5 | 26,5 | 26,5 | 27   | 27   | 27   | 27   | 27   | 27   | 27,5 | 27,5 | 27,5 | 27,5 | 27,5 | 27,5 | 28   | 28   | 28   | 28   | 28   | 28   | 28,5 | 28,5 | 28,5 | 28,5 | 28,5 | 28,5 | 29   | 29   | 29   | 29   | 29   | 29   | 29,5 | 29,5 | 29,5 | 29,5 | 29,5 | 29,5 | 30   | 30   | 30   | 30   | 30   | 30   | 30,5 | 30,5 | 30,5 | 30,5 | 30,5 | 30,5 | 31   | 31   | 31   | 31   | 31   | 31   | 31,5 | 31,5 | 31,5 | 31,5 | 31,5 | 31,5 | 32   | 32   | 32   | 32   | 32   | 32   | 32,5 | 32,5 | 32,5 | 32,5 | 32,5 | 32,5 | 33   | 33   | 33   | 33   | 33   | 33   | 33,5 | 33,5 | 33,5 | 33,5 | 33,5 | 33,5 | 34   | 34   | 34   | 34   | 34   | 34   | 34,5 | 34,5 | 34,5 | 34,5 | 34,5 | 34,5 | 35   | 35   | 35   |      |     |     |
| ------------- | --- | --- | --- | ---- | ---- | ---- | ---- | ---- | ---- | --- | --- | ---- | ---- | ---- | ---- | ---- | ---- | ---- | ---- | ---- | ---- | ---- | ---- | --- | --- | --- | --- | ---- | ---- | ---- | ---- | ---- | ---- | --- | --- | ---- | ---- | ---- | ---- | ---- | ---- | ---- | ---- | ---- | ---- | ---- | ---- | --- | --- | --- | --- | ---- | ---- | ---- | ---- | ---- | ---- | ---- | ---- | ---- | ---- | ---- | ---- | ---- | ---- | ---- | ---- | ---- | ---- | ---- | ---- | ---- | ---- | ---- | ---- | ---- | ---- | ---- | ---- | ---- | ---- | ---- | ---- | ---- | ---- | ---- | ---- | ---- | ---- | ---- | ---- | ---- | ---- | ---- | ---- | ---- | ---- | ---- | ---- | ---- | ---- | ---- | ---- | ---- | ---- | ---- | ---- | ---- | ---- | ---- | ---- | ---- | ---- | ---- | ---- | ---- | ---- | ---- | ---- | ---- | ---- | ---- | ---- | ---- | ---- | ---- | ---- | ---- | ---- | ---- | ---- | ---- | ---- | ---- | ---- | ---- | ---- | ---- | ---- | ---- | ---- | ---- | ---- | ---- | ---- | ---- | ---- | ---- | ---- | ---- | ---- | ---- | ---- | ---- | ---- | ---- | ---- | --- | --- |